# Empire colonial portugais
1415–1999
(584 ans, 4 mois et 10 jours)
L'Empire colonial portugais (en portugais : Império Colonial Português) désigne les territoires d'outre-mer occupés et administrés par le Portugal entre le début du XVe siècle et le XXe siècle. Officiellement, on lui a longtemps préféré celui d’« Outre-mer portugais » (Ultramar português) avant d'adopter temporairement le terme d’« Empire colonial portugais » entre 1930 et 1951.
Cet ensemble constitue, avec l'Empire espagnol, le premier empire colonial de l'histoire européenne moderne avec un ensemble de territoires répartis sur les cinq continents, sous souveraineté portugaise, résultat des explorations réalisées à l'époque des grandes découvertes. Il s'étendait sur un territoire représentant aujourd'hui soixante États souverains différents. Il fut aussi l'un des plus durables et se confronta à une décolonisation laborieuse et souvent tragique ; la présence portugaise hors d'Europe a duré presque six siècles.
Il est considéré comme l'un des dix plus grands empires de l'humanité depuis l'enregistrement des civilisations : au début du XVIe siècle, le Portugal est présent sur cinq continents. 
De plus, cet empire est le premier pluricontinental et a alimenté des théories sur son exceptionnalisme.
L'Empire portugais est originellement administré par la maison d'Aviz durant près de cent cinquante ans, ensuite par les Habsbourg espagnols durant soixante ans, puis par la maison de Bragance durant trois cents ans avant d'être finalement gouverné par la République portugaise à partir de 1910.
Par convention, on positionne le début de l'empire en 1415, date de la conquête de Ceuta. Quant à sa fin, deux années sont retenues : 1975, quand la majeure partie des colonies accède à l'indépendance, ou 1999, avec la fin de l'administration portugaise de Macao, dernier territoire d'outre-mer officiellement sous souveraineté portugaise.
Aujourd'hui, les pays de cet ancien empire font partie de la Communauté des pays de langue portugaise.

## Le Portugal de la fin de laReconquista(1249) au début duXVesiècle

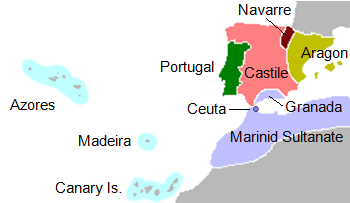
Portugal en 1415.

Les origines du royaume de Portugal et de son empire s'inscrit dans le cadre de la Reconquista, la reconquête chrétienne de la péninsule Ibérique, occupée par les musulmans depuis le VIIIe siècle. Devenu un royaume en 1139, le Portugal termine sa reconquête en 1249 après avoir atteint l'Algarve, alors que la Castille la poursuit jusqu'en 1492 (prise de Grenade).
L'indépendance du Portugal continua cependant d'être menacée par le royaume de Castille jusqu'à la bataille d'Aljubarrota en 1385. En 1411, la Castille reconnaît définitivement la souveraineté de la dynastie d'Aviz, par le traité d'Ayllón.
En 1373, le roi du Portugal signe avec le roi d'Angleterre le premier d'une longue série de traités, initiant une alliance anglo-portugaise qui ne sera pas sans conséquence quant au devenir de ses conquêtes maritimes.
Libérés de la menace de la Castille et à l'écart des conflits qui occupent les autres puissances européennes, notamment la guerre de Cent Ans, les souverains portugais portent leur attention de l'autre côté de la mer. Ils planifient une expédition militaire visant directement les terres musulmanes du nord de l'Afrique, aux mains des Mérinides.

## La conquête de Ceuta (1415)

Mare clausum ibérique.

La conquête de Ceuta en 1415 par Jean Ier de Portugal amorce le processus des « grandes découvertes » et marque le début de l'expansion territoriale portugaise hors de la péninsule Ibérique.
Les raisons de cette première incursion sont multiples : volonté de poursuivre la croisade chrétienne contre l'islam ; promesse de gloire et de richesse pour la noblesse militaire qu'il faut occuper ; occasion de développer le commerce et l'économie portugaise en déclin.
Le choix de Ceuta est stratégique : la place, située au nord de l'Afrique, est un comptoir portuaire où aboutissent les caravanes du Sahara transportant de l'or, des épices et des esclaves.
Si le Portugal remporte ici un succès militaire, Ceuta devient difficile à protéger contre les contre-attaques mérinides. Elle se révèle impossible à utiliser comme base pour une exploration de l'intérieur des terres, tandis que les caravanes ne tardent pas à dévier leur route.
La conquête se poursuit un temps en terre africaine autour de Ceuta par Alphonse V dit « l'Africain » avec la prise d'Alcácer-Ceguer en 1458 et celles d'Arzila, de Tanger et de Larache en 1471.

## L'exploration des côtes de l'Afrique (1415-1488)

### Henri le Navigateur
Ces places africaines se révèlent décevantes et difficiles à protéger. La décision est prise de poursuivre l'exploration de la côte africaine. À cette date, on ne sait pas ce qui se trouve au-delà du cap Bojador, situé sur la côte actuelle du Sahara occidental à la latitude 26° Nord, un peu au sud des îles Canaries, détenues par la couronne de Castille.
Le personnage-clé de cette entreprise est le prince Henri le Navigateur (1394-1460), fils cadet du roi Jean Ier (1357-1433), frère du roi Édouard Ier (1391-1438) et oncle d'Alphonse V (1432-1481). Installé en Algarve, il est nommé gouverneur de la province en 1419, puis en 1420, maître de l'Ordre du Christ (successeur au Portugal de l'ordre du Temple), qui lui garantit des revenus importants.
À partir du port de Lagos en Algarve, il organise et finance l'exploration systématique de l'Atlantique proche et des côtes africaines (« école de Sagres »). Il cherche à savoir jusqu'où s'étend le territoire musulman et imagine peut-être établir un contact avec le mythique royaume chrétien du Prêtre Jean afin de joindre leurs forces contre les Maures.
Il existe aussi une motivation économique à cette entreprise : il s'agit de trouver une route maritime vers les Indes et le marché des épices, sans devoir passer par l'intermédiaire des marchands musulmans qui opèrent dans l'océan Indien. La prise de Constantinople en 1453 par les Turcs ottomans met fin aux liaisons terrestres avec l'Asie orientale et rend cet objectif encore plus important. Après avoir atteint l'Afrique subsaharienne, les Portugais vont d'ailleurs développer le commerce direct de l'or, de l'ivoire et des esclaves (qui traversaient jusque-là le Sahara par caravanes, alimentant principalement les marchés d'Alger, de Tunis, de Tripoli et surtout du Caire) en installant des comptoirs sur la côte.

### La découverte de Madère (1418-1419) et des Açores (1427-1452)
Les Portugais (João Gonçalves Zarco) découvrent assez rapidement les îles Atlantiques les plus proches du Portugal : Porto Santo (33° N, 16° O) en 1418, puis Madère, un peu au sud-ouest, en 1419. L'installation de colons y commence dès les années 1420.
Entre 1427 et 1452, Diogo de Silves et Diogo de Teive explorent les Açores (38° N, 28° O).

### Du cap Bojador (1434) aux îles du Cap-Vert (1456)
Après une douzaine de tentatives infructueuses, c'est Gil Eanes qui double le cap Bojador en 1434.
En 1443, Henri obtient du roi le monopole de la navigation, de la guerre et du commerce sur les terres découvertes au-delà du cap Bojador ; ce monopole est renforcé par les bulles papales, Dum Diversas (1452) et Romanus pontifex (1455).
L'introduction de la caravelle au XVe siècle est déterminante dans le cadre de l'entreprise d'exploration lancée en 1415 par le prince Henri le Navigateur le long des côtes d'Afrique et dans les îles de l'océan Atlantique (Madère et les Açores).
Dinis Dias atteint la presqu'île du Cap-Vert (où se trouve l'actuelle Dakar) en 1444 et Alvise Cadamosto explore la côte de l'actuel Sénégal dans les années suivantes.
Le premier comptoir est fondé en 1445 sur l'île d'Arguin (20° N, 16° O), sur la côte de Mauritanie, bien que cette région soit très peu habitée. Les Portugais cherchent à détourner à leur profit les routes des caravanes d'Afrique du nord.
En 1456, le Génois Antonio de Noli, au service d'Alphonse V, découvre les îles du Cap-Vert (14° N, 23° O), inhabitées, à 400 km au large de l'actuelle Dakar.

### Du golfe de Guinée (1460) à l'océan Indien (1488)

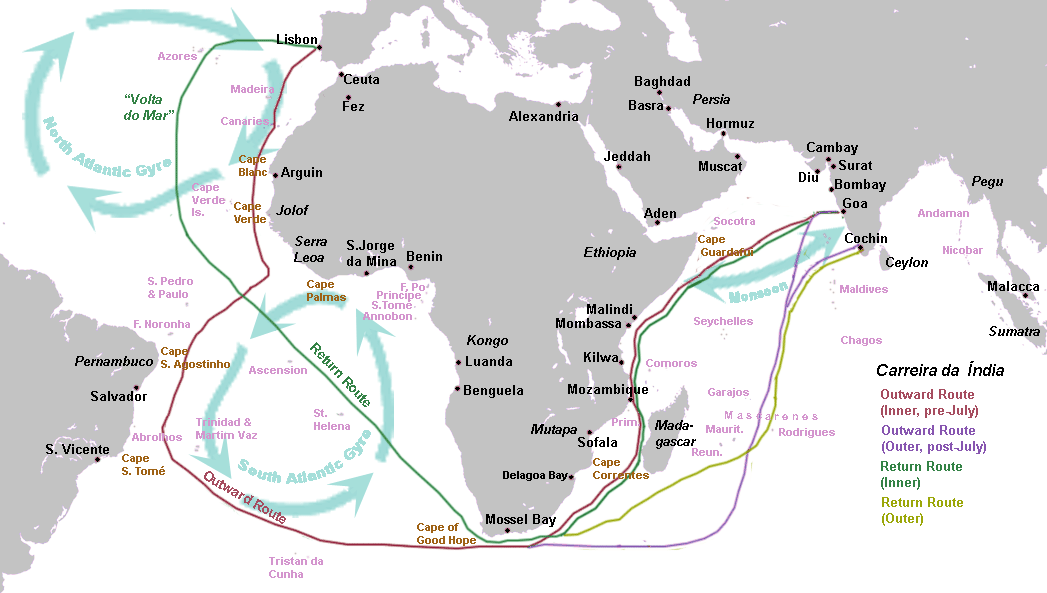
Carte portugaise de la Carreira da Índia

En 1460, à la mort d'Henri le Navigateur, les Portugais commencent l'exploration du golfe de Guinée, qui n'est pas encore le début d'un passage vers l'océan Indien.
En 1470, João de Santarém et Pedro Escobar découvrent l'île (inhabitée) de Sao Tomé (0° 14 N, 6° E), à environ 200 km au large de l'actuelle Libreville (Gabon). L'île de Principe est atteinte l'année suivante, bien qu'elle se trouve plus au nord et plus proche du rivage.
En 1483, Diogo Cão (1450c-1490c) atteint l'embouchure du Congo.
En 1488, Bartolomeu Dias, premier Européen à pratiquer la navigation maritime hauturière dans l'Atlantique sud, double le cap de Bonne-Espérance avec une flotte de trois caravelles et pénètre dans l'océan Indien.
C'est cependant seulement en 1498 que les Indes sont atteintes par cette voie : en 1499, Vasco de Gama rentre de son expédition vers les Indes avec une cargaison de poivre, marquant le début de la Carreira da Índia, la liaison maritime entre le Portugal et le comptoir de Goa.

## Le premier empire portugais auXVesiècle(1418-1498)

### Organisation des établissements portugais d'outre-mer
L'archipel de Madère est divisé en trois capitaineries dans les années 1440 ; celle de Porto Santo revenant à Bartolomeu Perestrelo (1395-1457), dont la fille Filipa épousera Christophe Colomb vers 1480.

### Les politiques d'Alphonse V (1438-1481) et de Jean II
Alphonse V règne à partir de 1438, mais jusqu'en 1460, il est lié par les droits que détient son oncle Henri le Navigateur. Celui-ci mourant sans héritier, ces droits reviennent à la couronne.
L'action d'Alphonse V dans le cadre des Grandes Découvertes peut être divisée en trois phases :
- la première (1438-1460), jusqu'à la mort de Henri, consiste en l'évaluation des potentialités de commerce et le respect des compromis établis entre la couronne et l'infant ;
- la deuxième (1460-1468) est consolidée par la domination de l'océan et le monopole de l'État, en même temps que l'appareil administratif outre-mer est renforcé ;
- la troisième (1468-1481).

Le Prince parfait doit beaucoup à la politique impériale de son père.
Sous son règne, l'exploration de la côte d'Afrique se poursuit de la Sierra Leone au cap Sainte-Catherine.
Jean II va pouvoir s'appuyer sur des ressources plus importantes étant donné qu'à la vingtaine de kilos d'or provenant chaque année de la factorerie d'Arguin, s'ajoutent des centaines de kilos supplémentaires venant de la mine d'Elmina (Ghana actuel) grâce à son père.

### Les débuts du commerce colonial portugais
Les Portugais sont installés dans des archipels atlantiques vierges (Açores, Madère, Cap-Vert, Sao Tomé-et-Principe).
En exploitant ces territoires, ils développent le système économique caractéristique de l'époque moderne : cultures exotiques comme la canne à sucre, début de la traite négrière ; la première cargaison d'esclaves, capturés près du cap Blanc, arrive à Lagos (Algarve) en 1444.
C'est aussi le début d'investissements très élevés pour l'époque (proto-capitalistes) dans des opérations maritimes risquées.
Des contacts commerciaux sont établis avec les populations côtières pour acquérir des biens recherchés (esclaves, or, ivoire). Des comptoirs sont établis, dont le plus important est celui d'Elmina (actuel Ghana), fondé en 1482. Les Portugais considèrent le commerce et la navigation dans ces zones comme leur monopole et répriment violemment les incursions des navires des autres pays européens.

## Le premier empire portugais après la découverte de l'Amérique

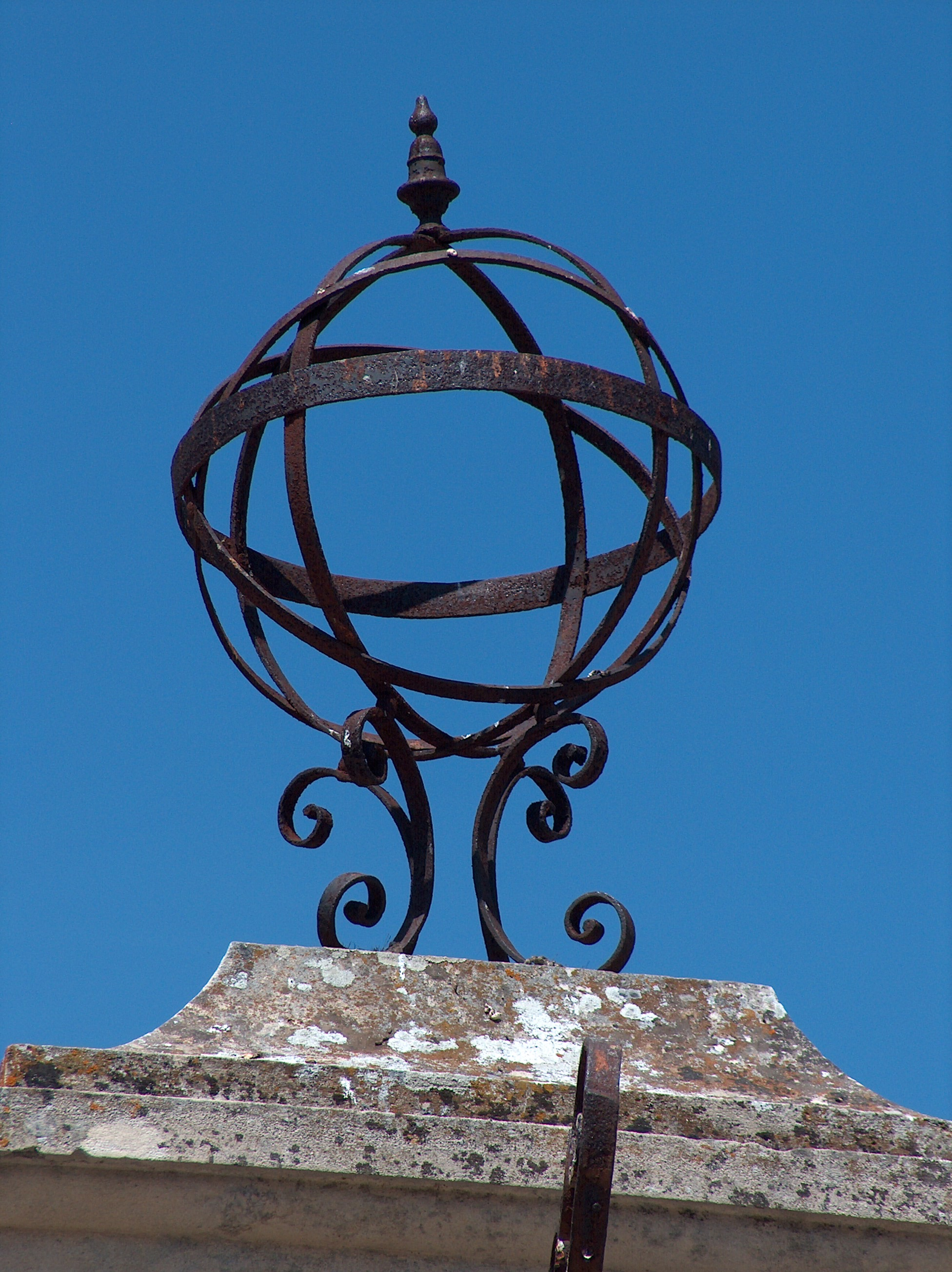
La sphère armillaire symbolise l'expansion mondiale des Portugais à compter de la Renaissance.

### L'entrée en scène de l'Espagne (1492): les voyages de Colomb et leurs conséquences
Par le traité d’Alcáçovas (1479), ratifié l'année suivante par le traité de Tolède, qui conclut la guerre pour la succession de la Castille, le Portugal reçoit la possession des terres découvertes et contrôle la région côtière de l'Afrique occidentale (dite Guinée), Madère, les Açores et le Cap-Vert. Le Portugal conserve également l'exclusivité de la conquête du royaume de Fès.
En 1492, Christophe Colomb découvre les Bahamas au nom de la reine de Castille, croyant avoir atteint les Indes.

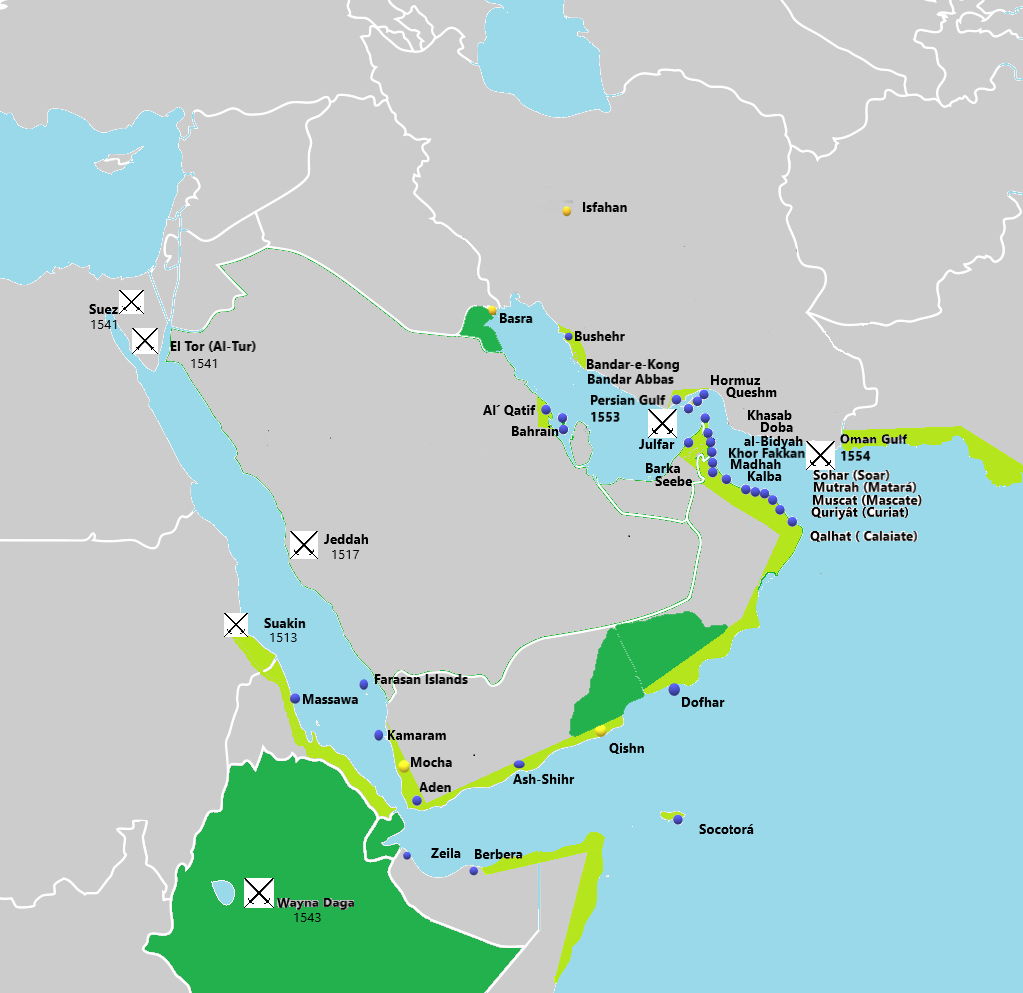
Portugais dans le golfe Persique et la mer Rouge. Vert clair : possessions et principales villes. Vert foncé : alliés ou sous influence. Jaune : principales usines.

Le traité de Tordesillas (1494) règle le partage des terres découvertes entre le Portugal et l'Espagne : un méridien positionné 370 lieues à l'ouest des îles du Cap-Vert est tracé, et les terres situées à l'est de ce méridien reviennent au Portugal, celles situées à l'ouest, à la Castille.
Entre 1495 et 1498, João Fernandes Lavrador et Pêro de Barcelos naviguent dans l'Atlantique septentrional et parviennent au Groenland.

### L'installation des Portugais en Asie après les voyages de Vasco de Gama (1498-1550)

#### Vasco de Gama à Calicut (1498 et 1502)
Dès 1498, Vasco de Gama atteint l'Inde (Calicut). S'il ne parvient pas à s'intégrer immédiatement dans les circuits commerciaux alors dominés par les marchands musulmans, la seconde expédition, en 1502 fut plus fructueuse. Les actions de Gama lui permettent de ramener quantité d'épices, ce qui suscite l'intérêt du roi Manuel Ier.
La cour de Manuel Ier, qui se proclame « seigneur de la conquête, de la navigation et du commerce d'Éthiopie, d'Arabie, de la Perse et de l'Inde », pense encore à cette époque que le royaume du prêtre Jean se situe en Inde et que les hindous sont des chrétiens.

#### Mise en place de la domination portugaise sur le commerce asiatique (débutXVIesiècle)
Les Portugais doivent faire face aux expéditions navales ottomanes dans l'océan Indien, entreprises par les Turcs au XVIe siècle pour étendre leur domination sur les mers du Sud et écarter la menace que fait peser l'Empire portugais sur la route des épices et sur le pèlerinage de La Mecque.
Une flotte formée par plusieurs États musulmans (Empire ottoman, Sultanat mamelouk d'Égypte, sultanat du Gujarat), soutenus par la république de Venise, est vaincue à Diu le 3 février 1509. Cette bataille « établit la supériorité navale européenne dans l'océan Indien pour les siècles à venir ».
Entre 1505 et 1511, Francisco de Almeida, premier vice-roi des Indes, établit une série de comptoirs fortifiés. Ainsi, aucun navire non portugais ne peut naviguer dans ces mers sans risque d'être intercepté par les Portugais. Le Portugal remplace les États musulmans comme puissance dominante dans l'océan Indien.

#### Le conflit avec l'Espagne à propos des Moluques et le traité de Saragosse (1521-1529)
- Voyage de Magellan (au nom du roi de Castille, Charles Quint) vers les Moluques, en passant par le sud de l'Amérique du Sud (détroit de Magellan, découvert en 1520) ,
- Après la mort de Magellan aux Philippines, son second Elcano parvient aux Moluques (1521) et rentre à Séville (1522) par le cap de Bonne-Espérance ;
- Nouvelles tentatives espagnoles vers les Moluques par l'océan Pacifique (García Jofre de Loaísa en 1525, par le détroit de Magellan ; Álvaro de Saavedra en 1527, à partir de la Nouvelle-Espagne, établie par Hernán Cortés après la conquête de l'Empire aztèque en 1521) : ce sont deux échecs ;
- Négociations et traité de Saragosse (1529) : un méridien de séparation est défini dans l'océan Pacifique ; les Moluques reviennent au Portugal ; les Philippines à la Castille, bien que situées à l'ouest du méridien.

#### La formation de l'empire portugais d'Asie (1507-1550)
Le successeur d'Almeida, Afonso de Albuquerque, s'empare de plusieurs points stratégiques du commerce asiatique : Ormuz (1507 et 1517) à l'entrée du golfe Persique, Goa (1510), capitale de l'Inde portugaise (1510-1961) (en portugais Índia Portuguesa ou Estado da Índia), sur la côte de Malabar, Cochin et Malacca (1511) sur le détroit qui commande l'accès à l'Asie orientale. Les Portugais étendent leur domination jusqu'aux Moluques, îles particulièrement riches en épices (notamment le clou de girofle).
Bien que les Portugais ne contrôlent que des territoires de superficie globalement limitée, leur assise terrestre leur permet de détourner une partie du commerce asiatique vers Lisbonne, au détriment des négociants traditionnels, musulmans et italiens.
Les Portugais parviennent à éloigner les Turcs ottomans de l'Inde et à désamorcer, en 1521 et en 1572, les coalitions formées par les princes musulmans.
L'empire portugais connait son apogée sous le gouvernement de João de Castro (1545-1548), en raison de sa victoire au deuxième siège de Diu (1546) . Après sa victoire sur les Sultanats du Gujarat et de Bijapur, de Castro reconstruit Diu avec l'argent reçu des citoyens de Goa. Il ne vit pas assez longtemps pour atteindre cet objectif car il meurt le 6 juin 1548 .

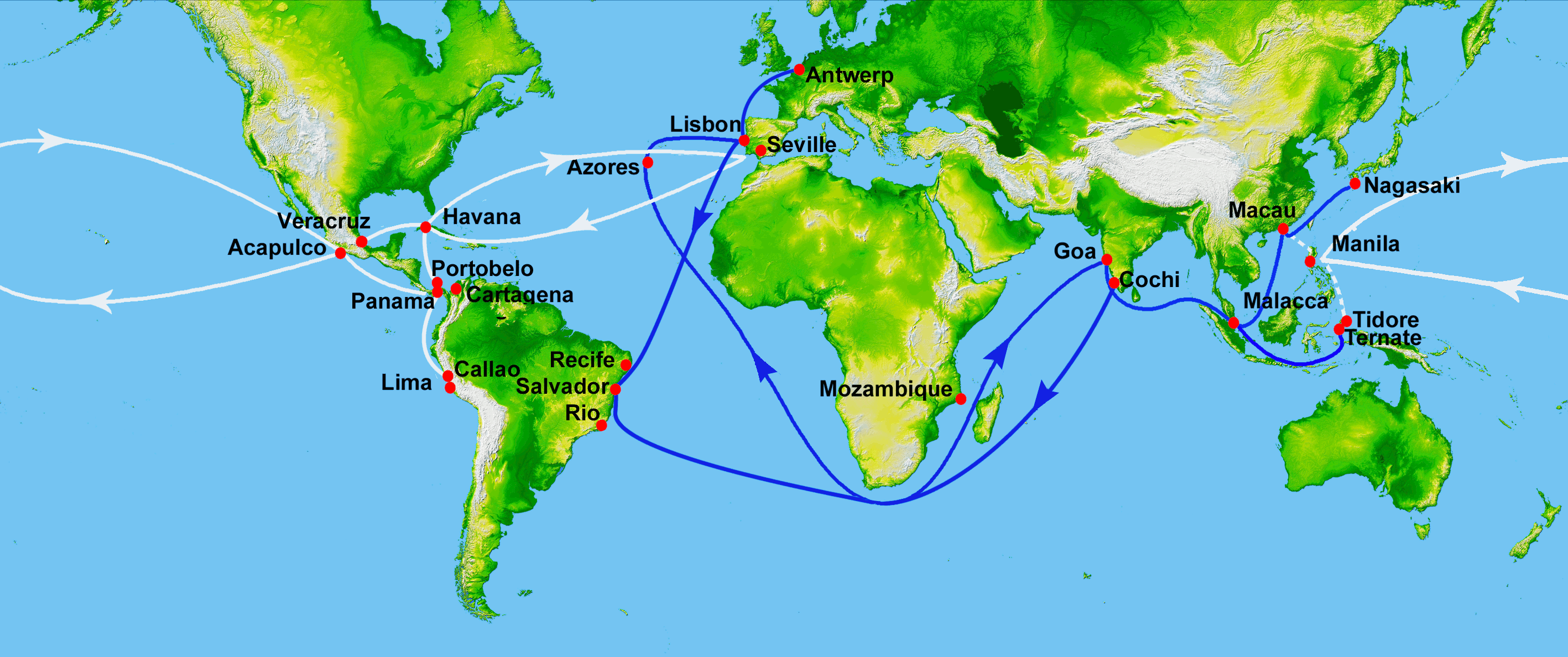
Routes maritimes espagnoles et portugaises au 16e
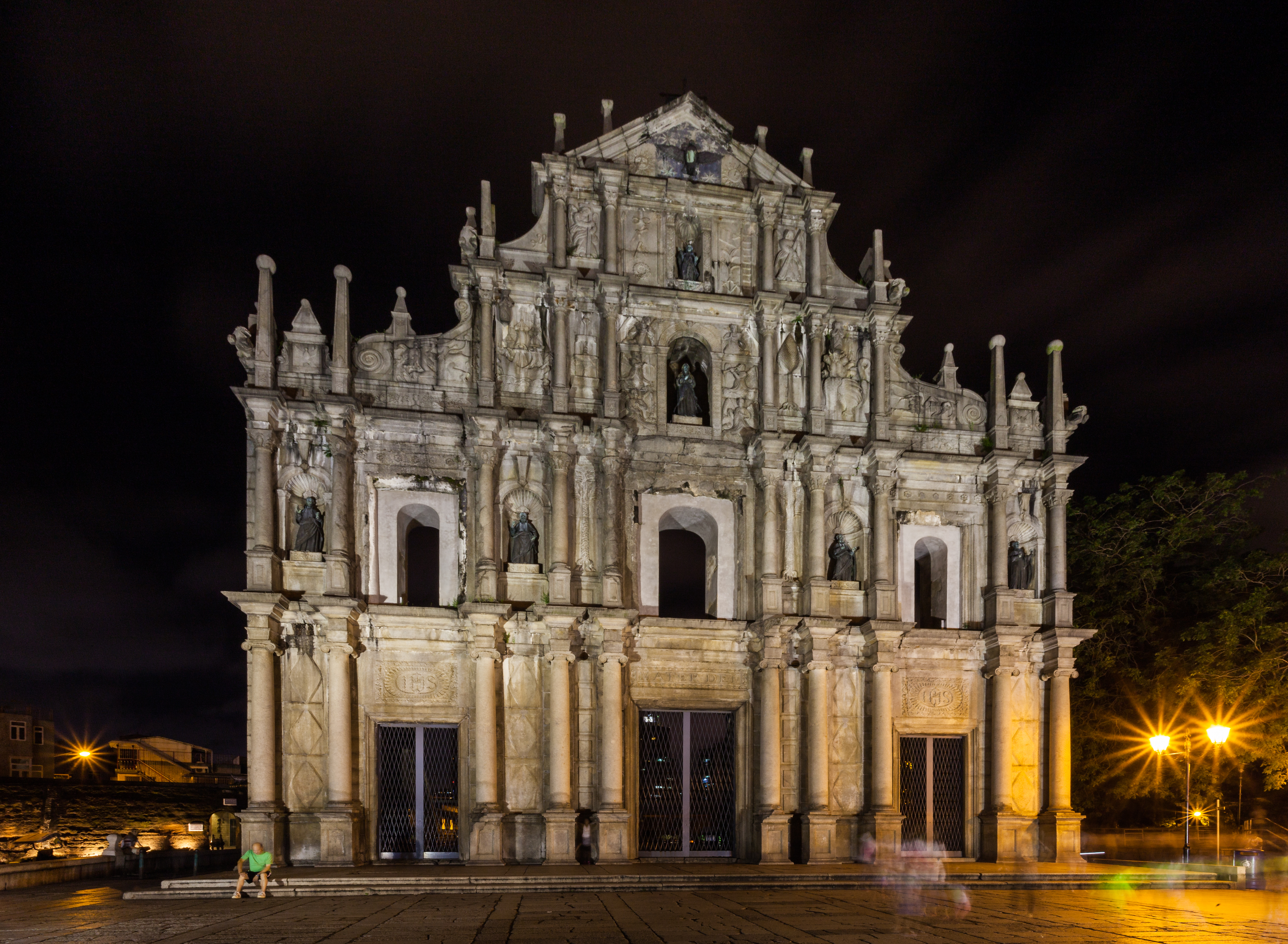
Ruines de Saint-Paul, Macao
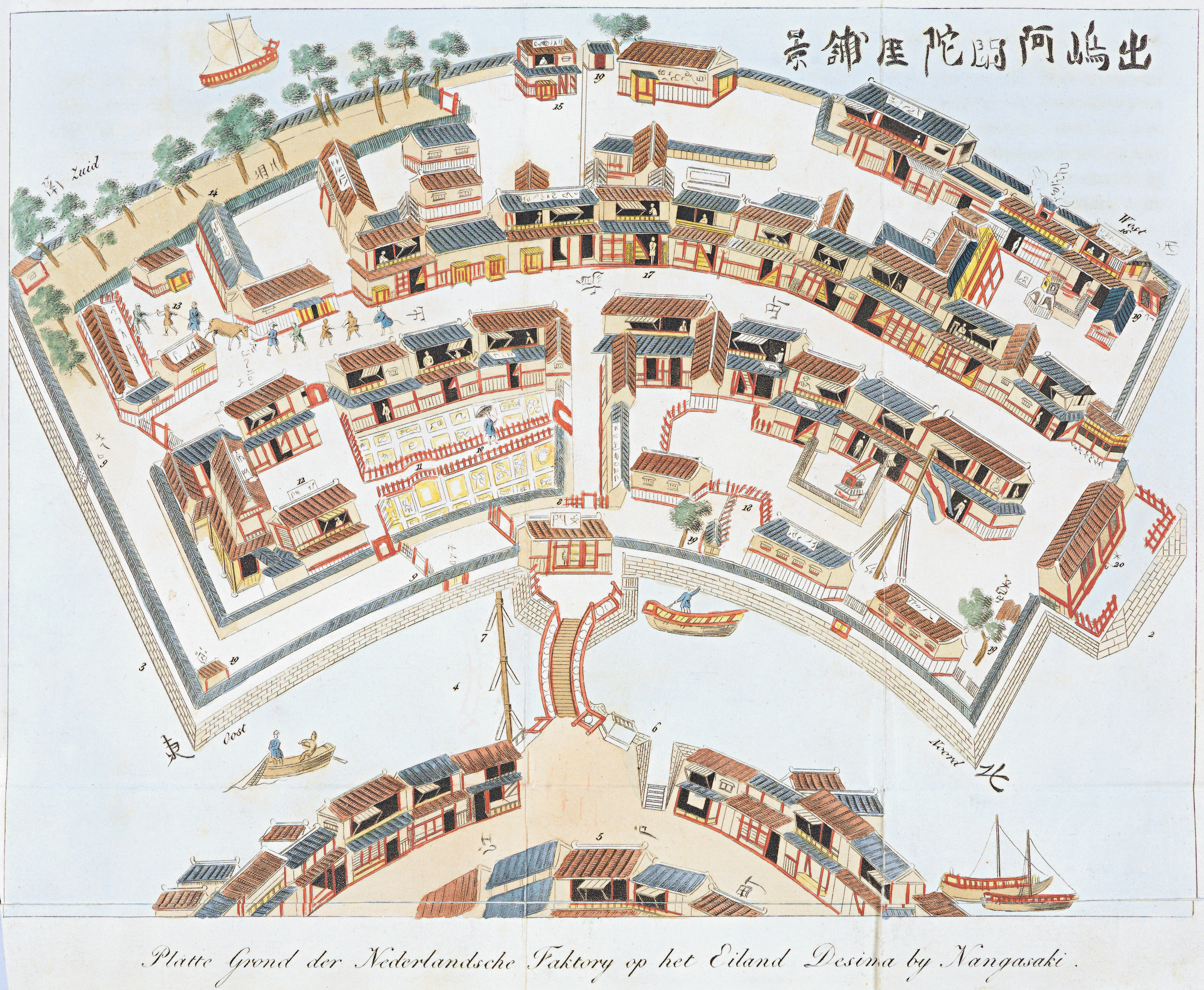
Dejima (1634-1641), Nagasaki
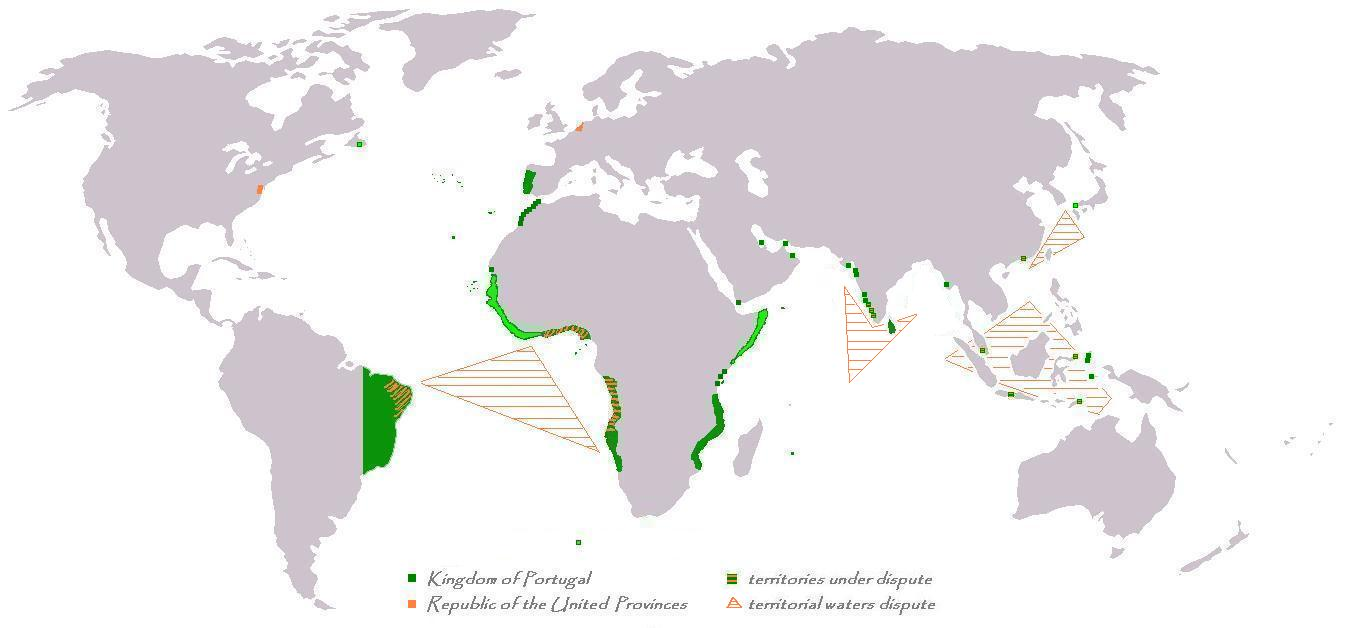
Zones de conflits commerciaux entre Pays-Bas et Portugal, guerre néerlando-portugaise (1601-1661)

#### Contacts avec la Chine (1513) et le Japon (1543)
Jorge Álvares parvient en Chine en 1513. La première ambassade européenne dans ce pays, conduite par Tomé Pires, arrive à Canton en 1517. En 1557, les Portugais obtiennent le droit d'établir un comptoir sur la péninsule de Macao.
Le Japon est atteint en 1543, à Nagasaki.

### La colonisation du Brésil
Au Brésil, découvert officiellement par Pedro Álvares Cabral (1467-1520) en 1500, les premiers établissements permanents datent des années 1530. Plusieurs vagues pionnières successives liées à l'exploitation de ressources (canne à sucre, or, café, bétail, etc.) accompagnent jusqu'à nos jours l'expansion territoriale. La conquête de l'intérieur du pays est essentiellement le fait d'expéditions des habitants des établissements côtiers (bandeirantes), le plus souvent métis et relativement autonomes vis-à-vis de la métropole.

### Le déclin du premier empire à l'époque de l'union Ibérique (1580-1640)

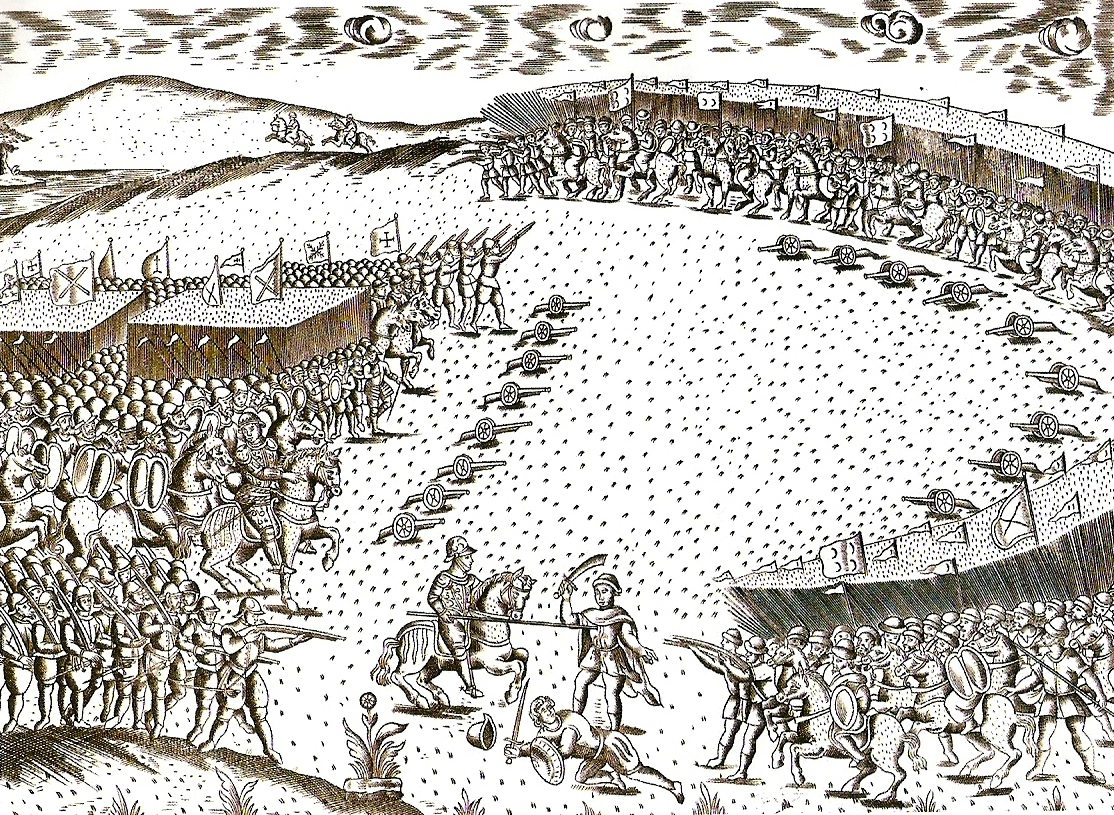
La bataille des Trois Rois.

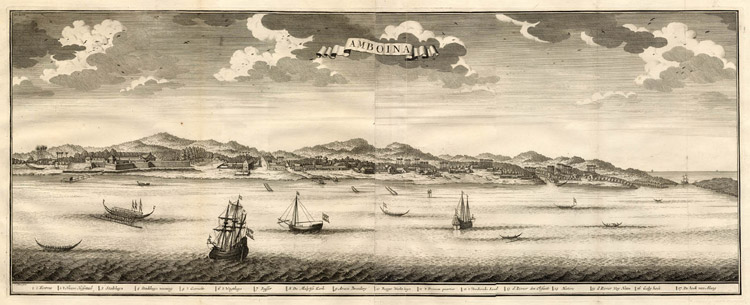
Amboina (Ambon) - 1724-1726.

Le déclin de l'empire colonial portugais se révèle inévitable, compte tenu des limites démographiques et économiques de la métropole par rapport à l'étendue de son empire. En effet, le passage en Asie par bateau est coûteux en vies humaines. Les maladies déciment les contingents occidentaux.
De plus, les richesses issues de l'empire sont en partie utilisées pour des dépenses de prestige et non productives pour l'économie de la métropole.
Le 4 août 1578, le roi Sébastien Ier, lors d'une expédition au Maroc à la tête d'une armée de 17 000 hommes, disparaît au cours de la bataille des Trois Rois, aux côtés de son allié, l'ancien sultan Muhammad al-Mutawakkil. Cette lourde défaite, dans laquelle le Portugal perd une partie de sa noblesse et son armée d'expédition, a des conséquences politiques importantes. En effet, le jeune souverain, célibataire et sans enfants, n'a que pour seul héritier son oncle, le vieux cardinal Henri de Portugal, qui lui-même est resté chaste. Philippe II d'Espagne, cousin du roi, profite de l'extinction de la Dynastie d'Aviz pour envahir le pays en 1580 et réaliser l'Union ibérique.
De 1580 à 1640, le Portugal est donc uni à la monarchie catholique espagnole, membre de la famille des Habsbourg. Les Néerlandais des Provinces-Unies, insurgés contre Philippe II depuis 1568, ainsi que les Anglais, qui entrent en guerre contre l'Espagne en 1585, en profitent pour s'attaquer aux divers comptoirs et colonies portugaises: Ceylan, Malacca, Ormuz et Cochin sont perdus dans les décennies qui suivent. En 1602, les Provinces-Unies fondent la Vereenigde Oostindische Compagnie (VOC, Compagnie néerlandaise des Indes orientales). Celle-ci s'empare d'Ambon en 1605, qui devient son siège. Les Portugais, expulsés des Moluques en 1636, se rabattent sur Timor. En 1641, la VOC prend Malacca et lance une infructueuse attaque sur Macao.
À Ceylan, les Portugais, qui ont conquis presque toute l'île, se heurtent à la résistance du royaume de Kandy. De 1593 à 1638, ils tentent de faire tomber le royaume et brûlent et pillent cinq fois Kandy, mais leurs troupes finissent toujours par être repoussées. Le roi de Kandy s'allie aux Néerlandais pour rejeter les Portugais et, en 1659, Jaffna, la dernière place forte de ces derniers, tombe aux mains des Néerlandais. Comme les Portugais, ils s'installent sur l'île pour environ cent cinquante ans.

## Le deuxième empire portugais (1640-1822)

Empires espagnol et portugais, 1790.

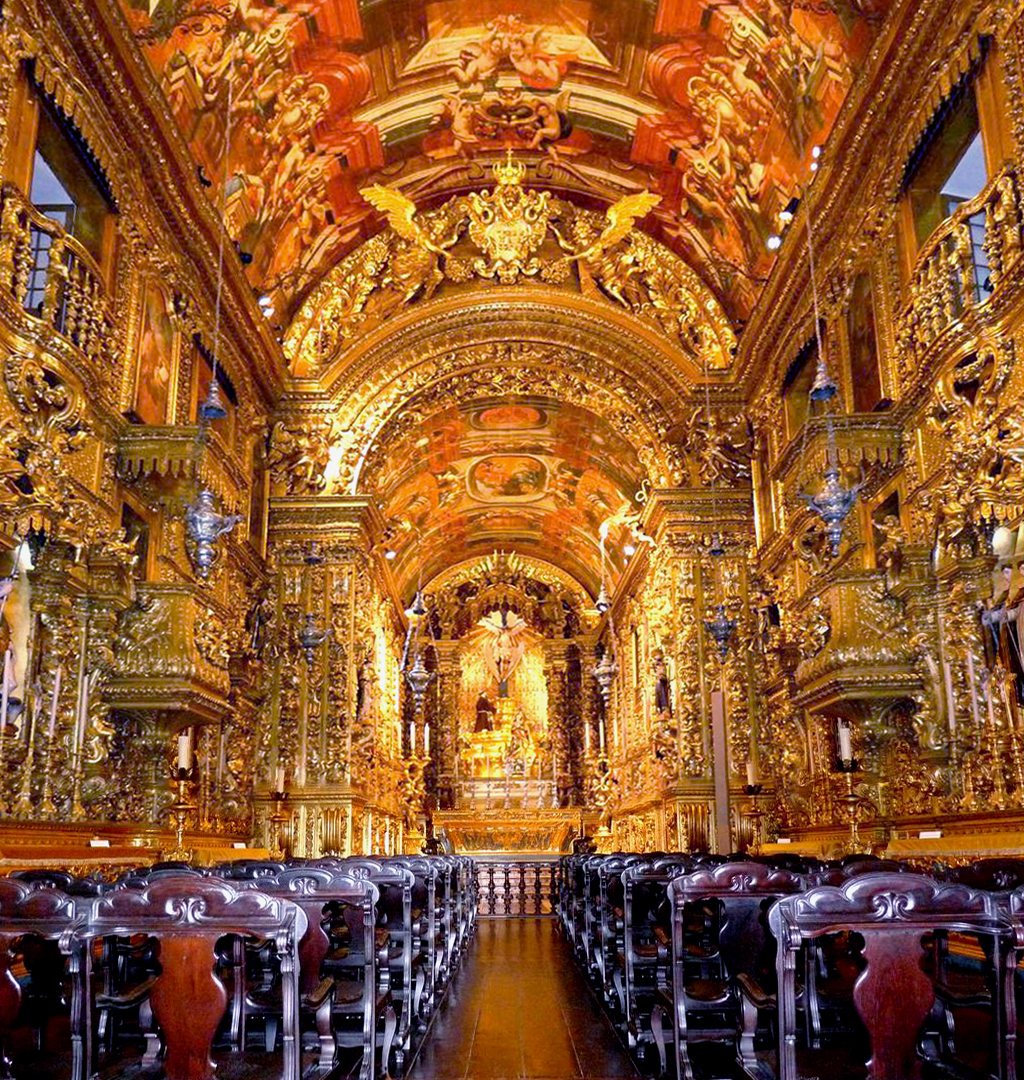
Église du Tiers-Ordre de Saint-François-de-la-Pénitence (1657-1733), Rio de Janeiro.

Au moment de l'expulsion des Habsbourg d'Espagne et de l'accession au trône de Jean IV de Portugal en 1640, le Portugal possède encore en Inde les trois territoires de Goa, Diu et Daman, la richissime « Province du Nord » de l'État portugais des Indes, et les établissements vice-royaux du Coromandel (São Tomé de Meliapore, Pippli, Hugli, etc.). Partout ailleurs dans l'océan Indien, le dispositif des Portugais doit être réorganisé. Dans le golfe persique, les Portugais expulsés d'Ormuz se rabattent sur Mascate et ses dépendances. En Afrique de l'Est, l'Estado da India, qui a reculé au Nord de la côte swahilie, sécurise définitivement ses positions du Mozambique. En Extrême-Orient, les activités autrefois dévolues à Malacca sont à présent déviées vers Timor et Macao. Mais surtout, les Portugais décident de concentrer leurs forces sur le Brésil, d'où ils expulsent les Néerlandais, et dont ils étendent le territoire largement au-delà des frontières fixées par le traité de Tordesillas, avec les expéditions des Bandeirantes. La position internationale du Portugal est alors stabilisée pour plus de cent cinquante ans, et l'Empire devient à nouveau une source de profits substantiels. Le Brésil inaugure une nouvelle ère de l'or, tandis que le roi Joseph Ier met en place de profondes réformes depuis Lisbonne.
Sous le règne de Napoléon Ier, les invasions françaises du Portugal ébranlent indirectement le vaste édifice impérial portugais. En 1807, le prince-régent, le futur roi Jean VI, décide de quitter sa capitale devant l'invasion des armées napoléoniennes pour s'établir à Rio. Une réforme institutionnelle élève alors le Brésil, colonie des Amériques portugaises, au rang de royaume, au sein du Royaume-Uni de Portugal, du Brésil et des Algarves (1815-1825c), dont la capitale est à Rio de Janeiro. Cette mesure, considérée comme exceptionnelle et transitoire au Portugal, est maintenue après le congrès de Vienne de 1815, ce qui provoque un fort mécontentement en métropole. S'ensuit la Révolution portugaise de 1820, qui est à la fois libérale et conservatrice : libérale, parce qu'elle exige le retour du roi à Lisbonne pour lui imposer une constitution ; conservatrice, parce qu'elle souhaite que le Brésil soit ramené à son ancien statut de colonie, et que les Portugais du Brésil soient privés de leurs droits politiques. Lors de son retour au Portugal, le roi Jean VI laisse son fils Pierre comme régent, en lui conseillant de prendre la tête de tout mouvement séparatiste, afin que le Brésil reste dans le giron de la maison de Bragance. En 1822, face aux tensions extrêmes entre les Portugais du Brésil et ceux du Portugal, le jeune prince décide de proclamer l'indépendance du Brésil et en devient empereur constitutionnel sous de nom de Pierre Ier, alors même que son père règne au Portugal.

## Le troisième empire portugais (1822-1999)

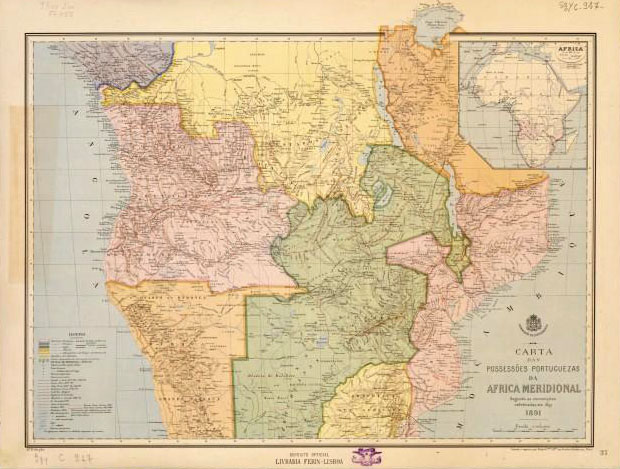
Possessions portugaises en Afrique méridionale (1891).

Carte rose (projet portugais, 1887).

Par la suite, les possessions du Portugal restent encore très étendues. Elles sont situées en grande partie sur le continent africain (Angola, Mozambique et Guinée-Bissau). Mais elles lui sont parfois disputées par d'autres puissances européennes, tandis que se renforcent, au XIXe siècle, les appétits coloniaux, particulièrement concernant ce continent. Ainsi, c'est à la suite d'un arbitrage international confié au président de la République française — considéré comme neutre dans cette affaire — Patrice de Mac Mahon, sollicité à la demande conjointe du Royaume-Uni et du Portugal, qu'est confirmé le 24 juillet 1875 la souveraineté sur la baie de Delagoa (et donc Lourenço Marques) au profit de ce dernier, qui y était pourtant déjà présent depuis fort longtemps, mais que lui contestait alors encore le Royaume-Uni qui voulait étendre à ses dépens son influence depuis ses propres possessions d'Afrique australe. Dans les années 1920 et 1930, le régime colonial instaure un système racial séparant les Africains « assimilés », qui ont reçu les bases d'une éducation leur permettant éventuellement d'occuper une place dans l’administration coloniale, des autres indigènes, privés de droits et soumis au travail forcé (qui ne sera aboli qu'en 1962). Au lendemain de la Seconde Guerre mondiale, les colonies sont encore très peu développées : à Sao Tomé-et-Principe aucun lycée n'a encore été ouvert, tandis qu'en Angola et au Mozambique les seules institutions ouvertes en annexes à l'université de Coimbra sont destinées aux fils de colons. En 1950, la population africaine de Guinée compte 99 % d’analphabètes, celle d'Angola 97 % et celle du Mozambique 98 %. Dans les îles du Cap-Vert, les sécheresses chroniques dues à la déforestation entrainent des famines régulières, accentuées par l'absence d'aide alimentaire. Entre 1941 et 1948, on compte ainsi 50 000 morts, soit le tiers de la population.
À partir de 1946 pour l'Inde et 1951 pour le reste des colonies, celles-ci ne sont plus considérées comme tel par l'Estado Novo mais comme des régions à part entière, parties intégrantes d'un Portugal pluricontinental et rassemblé. Le terme « Empire colonial portugais » disparaît dans le même temps. La modification de l'Acte colonial inscrit dans la constitution la création de provinces ultramarines, subdivisions qui remplacent les colonies,.
Dans les années 1960, la dictature de Salazar tente vainement de les préserver malgré des guerres d'indépendance (guerre d'indépendance de l'Angola, guerre d'indépendance du Mozambique), qui s'achèvent en 1975, après la révolution des Œillets. Ces guerres coûtent la vie à 14 000 Portugais (De plus, au moins 20 000 soldats reviendront handicapés ou mutilés, généralement du fait des mines, et plus de 140 000 resteront traumatisés). Côté africain, le bilan est encore plus considérable : 100 000 morts, majoritairement civils. La guerre s'accompagne de massacres perpétrés contre les civils par l’armée régulière et les commandos et de l'utilisation récurrente de napalm et de mines antipersonnel.
La république populaire d'Angola, la république populaire du Mozambique, la Guinée-Bissau, Sao Tomé-et-Principe et le Cap-Vert obtiennent tous leur indépendance. L'Inde annexe Goa, Daman et Diu et des îles Anjidiv lors de l'opération Vijay en décembre 1961. Le Timor oriental déclare également son indépendance en 1975, mais est aussitôt envahi et annexé par l'Indonésie, il n'en devient pleinement indépendant qu'en 2002. Enfin, Macao est rétrocédée à la république populaire de Chine en 1999.

## Héritage
De son ancien empire, le Portugal conserve la souveraineté de deux archipels dans l'océan Atlantique Nord : les régions autonomes de Madère et des Açores.
Plusieurs anciennes colonies portugaises sont aujourd'hui membres de la Communauté des pays de langue portugaise (CPLP), une organisation intergouvernementale ayant pour but l'amitié et la coopération entre les nations lusophones. La population combinée des neuf membres est d'environ 270 millions d'individus. En plus des neuf membres permanents, la CPLP regroupe de nombreux pays observateurs,,.
Il existe un autre héritage lié à la présence portugaise dans les anciennes colonies comme le Brésil, l'Angola, le Mozambique, le Cap-Vert, Macao, la Guinée-Bissau et d'autres. Il s'agit de l'usage du portugais qui, du fait de sa pratique quotidienne durant plusieurs siècles, est devenu la langue officielle de ces pays.
Dans les pays du Golfe de Guinée, comme au Nigeria, au Bénin, Gabon, etc., plus particulièrement sur la côte Atlantique, des habitants portent souvent des noms de famille aux origines portugaises et sont souvent aussi chrétiens. Cette particularité se retrouve aussi sur les côtes de l'Inde, du Sri Lanka (dont Burghers), du Bangladesh, de la Malaisie, et de Singapour et de l'Indonésie, ce qui reste un souvenir de la colonisation portugaise de ces zones ou de l'influence portugaise, à un moment ou un autre de l'histoire, mais ces populations ne parlent plus portugais, sauf dans les anciennes colonies portugaises ou à quelques rares exceptions telles que le rare créole portugais de Malacca ou celui tout aussi rare parlé au Sri Lanka.